# Єнісейська затока
Єнісейська затока — затока Карського моря, між Гиданським півостровом і узбережжям материка Азія.
Довжина до мису Сопочна Карга становить близько 225 км, ширина біля входу — близько 150 км; глибина — 6—20 м.
В Єнісейську затоку впадає річка Єнісей.
Взимку затока береться нерухомою кригою (рос. припай), а на півночі — плавучою кригою. Крига скресає на три літні місяці. Припливи щодобові (заввишки до 0,4 м).
В Єнісейській затоці здійснюється промислове рибальство (нельма, омуль тощо), морське мисливство (тюлень, білуха тощо).
Єнісейською затокою провадиться судноплавство — до портів Дудінка і Ігарка. На східному узбережжі біля заходу в затоку розташований порт Діксон, поруч з яким на острові тієї ж назви міститься гідрометеорологічна обсерваторія.